# Frédéric Lemercier
Frédéric Lemercier est un graphiste français et coloriste de bande dessinée né en 1962 à Rouen. Il est surtout connu par ses travaux sur Le Photographe, série de bande dessinée documentaire, avec Emmanuel Guibert et Didier Lefèvre : l'œuvre a valu aux auteurs plusieurs récompenses culturelles.

## Biographie
Frédéric Lemercier suit les cours du soir aux Beaux-Arts puis il intègre l'École nationale supérieure des arts décoratifs. Entre 1988 et 1991, il devient responsable du service graphique du Musée d'Orsay puis il s'installe en indépendant avant d'enseigner aux ateliers Hourdé à Paris. Il contribue à l'ouvrage de Didier Lefèvre, Voyages en Afghanistan. Il collabore avec Guibert et Lefèvre sur Le Photographe en réalisant les découpages photographiques et les couleurs.
S'associant de nouveau avec Guibert, ainsi qu'avec le photographe Alain Keler, il participe à l'ouvrage Des Nouvelles d'Alain, bande dessinée documentaire sur les Roms, prépubliée dans la revue XXI ; l'album paraît en 2011.

## Œuvres
- Le Photographe, avec Emmanuel Guibert et Didier Lefèvre
  - Tome 1,  coll. Aire libre, Dupuis, 2003  (ISBN 2-8001-3372-4)
  - Tome 2,  coll. Aire libre, Dupuis, 2004  (ISBN 2-8001-3540-9)
  - Tome 3,  coll. Aire libre, Dupuis, 2006  (ISBN 2-8001-3544-1) (contient aussi un DVD de 40 minutes tourné par un autre membre de l'équipe)
  - Édition intégrale, coll. Aire libre, Dupuis, 2008  (ISBN 978-2-8001-4235-7)
- Conversations avec le photographe, Dupuis coll. Aire libre, 2009  (ISBN 978-2-8001-4558-7)

- Des Nouvelles d'Alain, avec Alain Keler et Emmanuel Guibert, 2011, éd. Les Arènes - XXI  (ISBN 978-2-352-04138-2)

## Récompenses
- 2004 : Prix des Libraires de Bande Dessinée pour le Tome 1 du Photographe[3]
- 2005 : Prix France Info de la Bande dessinée d’actualité et de reportage[4] pour le Tome 2
- 2007 : 
  - Globe de Cristal de la meilleure bande dessinée[3]
  - Co-lauréat Les Essentiels d'Angoulême pour le Tome 3[3]
- 2010 : Prix Eisner de la meilleure édition américaine d'une œuvre internationale pour Le Photographe